# Trochalus peramihoanus
Trochalus peramihoanus är en skalbaggsart som beskrevs av Moser 1916. Trochalus peramihoanus ingår i släktet Trochalus och familjen Melolonthidae. Inga underarter finns listade i Catalogue of Life.